# Нова демократична партия (Косово)
Нова демократична партия (на босненски: Nova Demokratska Stranka, NDS) е политическа партия за права на националното малцинство на бошняците в Косово. Председател на партията е Емилия Реджепи.

## История
Партията е основана през 2009 г., в отговор на нарастващото недоволство в бошняшката общност към коалицията Вакат, която Емилия Реджепи обвинява, че работи само за лични облаги, вместо за нуждите на общността, която представляват.

## Участия в избори

### Парламентарни избори
| Избори | Гласове | %    | Общо места | Места за бошняците | +/–          |
| ------ | ------- | ---- | ---------- | ------------------ | ------------ |
| 2010   | 2 478   | 0,35 | 1 / 120    | 1 / 3              | 1            |
| 2014   | 2 837   | 0,39 | 1 / 120    | 1 / 3              | Безизменение |
| 2017   | 3 561   | 0,49 | 1 / 120    | 1 / 3              | Безизменение |
| 2019   | 3 935   | 0,47 | 1 / 120    | 1 / 3              | Безизменение |
| 2021   | 2 885   | 0,33 | 1 / 120    | 1 / 3              | Безизменение |